# 美羅尾山
美羅尾山（びらおやま）は、北海道の川上郡弟子屈町にある標高553.7mの山である。山頂には二等三角点「美羅尾山」が設置されている。

## 概要
弟子屈町の中心地付近にあることから摩周駅や市街地からは目の前に望むことができる。山頂には美羅尾無線中継所のアンテナが多数設置されており作業道路が山頂まで続いているが、一般車両の通行はできない。屈斜路カルデラ形成時期にできた火山である。
美羅尾山東側にはビラオスキー場があり、1947年には第1回美羅尾山大回転競技大会が開催された。1949年には弟子屈観光協会により美羅尾山ヒュッテが開設されたが、2008年に営業継承先が見つからないことからスキー場は休止した。
山名はアイヌ語の「ピラ・オロ（崖の・所）」に由来する。

## 登山
先述の通り美羅尾山の山頂までは道路があるため、危険箇所もなく山頂へ徒歩で登ることができる。